# Erwin Lendval
Ervin Lendvai (Budapest (Hongria), 4 de juny, 1882 - Londres (o Epsom, Surrey, 31 de març, 1949) Compositor i director hongarès. Va ser oncle del compositor Kamilló Lendvay pel qual van tenir una gran influència, també va influir en altres compositors.

## Carrera
Fill de l'advocat Albert Löwenfeld (Lendvai) i Paulina Kohn. Va ser alumne de Hans von Koessler a l'Acadèmia de Música. El 1906 va estudiar amb Giacomo Puccini a Milà. Després va viure a Alemanya, on va començar la seva carrera docent. Durant els anys 1913-1914 va ensenyar a l'escola Jaques-Dalcoroze d'Hellerau (Institut J.-Dalcroze, prop de Dresden. Aquí es va casar amb la fotògrafa Erna Dircksen. Entre 1914 i 1920 va ensenyar al Conservatori Klindworth-Scharwenka de Berlín. Durant els anys 1923 i 1924 va ser professor de cor a la Volksmusikschule d'Hamburg, al mateix temps que el d'Altona. També va treballar com a director del Lehrergesangverein l'any 1925. El 1926-1927 va esdevenir el director d'un cor a Munic i el 1929 va presentar Glück d'Arnold Schönberg i Stapelfeld Adolf Brummer i la seva filla Margit. Es van divorciar el 1930.
Després de la presa de poder nazi el 1933, va emigrar primer a Suïssa i després a Anglaterra. Després va treballar com a professor de música a Kenninghall[11] a Anglaterra. Després de la Segona Guerra Mundial, va dirigir durant un temps el Conservatori de Música de Győr. El lloc exacte de la seva mort (Londres o Epsom) és incert.

## Les seves principals obres
- Elga (òpera amb llibret de Gerhart Hauptmann, 1916; estrenada a Mannheim),
- Völkerfreiheit (música del festival, 1930),
- Quartet de corda en mi menor, Op.8.
- Simfonia en Re major Op.10.
- Danses arcaiques (Archaische Tänze), per a orquestra de cambra, op. 30.
- Masken (scherzo orquestral),
- Stimmen des Seele (per a cor doble, Op. 25.)
- Suite per a orquestra de cambra op. 32.
- Nippon (braços de dones)
- Minnesiegel (7 instruments mixts, Op. 22.)
- Komische Cantate, música de cambra amb cor, op. 52
- Psalm der Befreiung, obra orquestral, op. 75.
- Monumenta gradualis (obres corals) Op. 37. i cançons.